# Shiroi Heya no Futari
Shiroi Heya no Futari (白い部屋のふたり?  En español: Nuestro Cuarto Blanco o La Pareja del Cuarto Blanco) es uno de los primeros manga japoneses en donde se trata la temática yuri. Se publicó por primera vez en 1971, y trata de la historia de amor de dos chicas que conviven en una prestigiosa academia de mujeres en Francia.

## Argumento
Resine, una huérfana, decide en contra de los deseos de su tía, inscribirse en el mismo internado escolar al que fue su madre. Allí encuentra un ambiente hostil para ser aceptada y deberá compartir su habitación con Simone, la rebelde hija de una famosa actriz. A Simone la idea de que Resine se quede en su habitación no le gusta demasiado al principio, por lo que la hace sentir incómoda desde su llegada y toma cada oportunidad que tiene para meterse en problemas. Simone sale tarde de noche con chicos, se copia de las tareas de Resine y la molesta cada vez que llora. A pesar de todo, las dos se llevan bien más adelante aunque Resine no entiende por qué, si ambas tienen personalidades tan distintas. 
La escuela pone en marcha una producción de "Romeo y Julieta" y Simone es rápidamente elegida como Romeo, mientras que Resine protagonizará a Julieta. Resine se preocupa un poco de tener que besar a Simone pero se le sugiere que solo "pretenda" besar a Simone. De todas formas, durante la función, su beso es pasional y real. Luego del final de la obra, Resine y Simone se dirigen a los bosques y se besan nuevamente. Sin saberlo, una de las alumnas que no pudo obtener el papel de Romeo las ve a escondidas, y comienza a "difamar" a ambas en la escuela sobre su relación lésbica. 
Resine intenta distanciarse de Simone por esto pero Simone intenta tranquilizarla. Primero le dice que ignore el chisme y es para Resine imposible. Luego, lleva a Resine al pueblo para encontrar un novio para ella y, animada por Simone, Resine intenta salir algunas veces con su nuevo novio pero Simone se deprime y ambas se pelean. Resine se escapa y vuelve a la casa de su tía pero meses después, recibe una terrible noticia: Simone ha muerto. Al regresar a la escuela, Resine conoce la verdad sobre el hecho: Simone incitó a uno de los chicos con los que frecuentemente salía para que la matase. Resine entonces jura seguir viviendo, sola y sin amor hasta el fin de sus días. 